# Los Chamacueros
Los Chamacueros är en ort i kommunen Temascalcingo i delstaten Mexiko i Mexiko. Samhället hade 141 invånare vid folkräkningen 2020.